# یاگگالا
یاگگالا (به لاتین: Yaggala) یک منطقهٔ مسکونی در سری‌لانکا است که در استان مرکزی (سری‌لانکا) واقع شده‌است.